# Pasărea din Saqqara

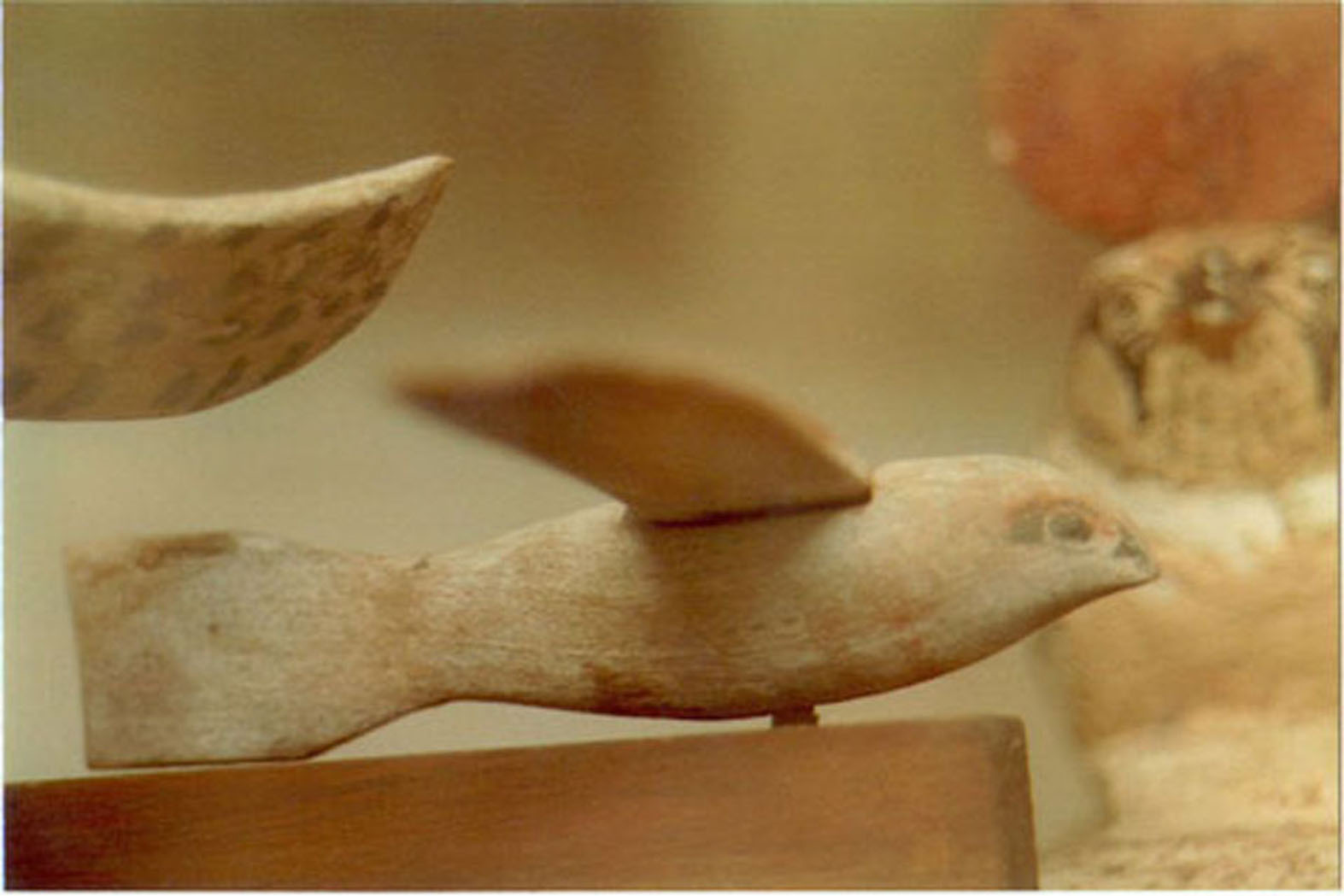
Pasărea din Saqqara

Pasărea din Saqqara a fost găsită în 1898, în timpul explorării arheologice a unui mormânt. Conform adepților teoriei astronautului antic Pasărea din Saqqara este dovada existenței unui tehnologii avansate de zbor în Egiptul antic. Conform acestor adepți, coada verticală reprezenta de fapt coada unui avion, deoarece ea este diferită de cea orizontală, cea a unei păsări reale.
Lipsa picioarelor și unghiul aripilor au dus la diverse speculații despre aerodinamica designului.
Unele teste făcute pe modele ale artefactului au arătat că Saqqara are proprietăți potrivite zborului. Teoriile științifice moderne sugerează că este fie un artefact religios, fie o simplă jucărie pentru copii.

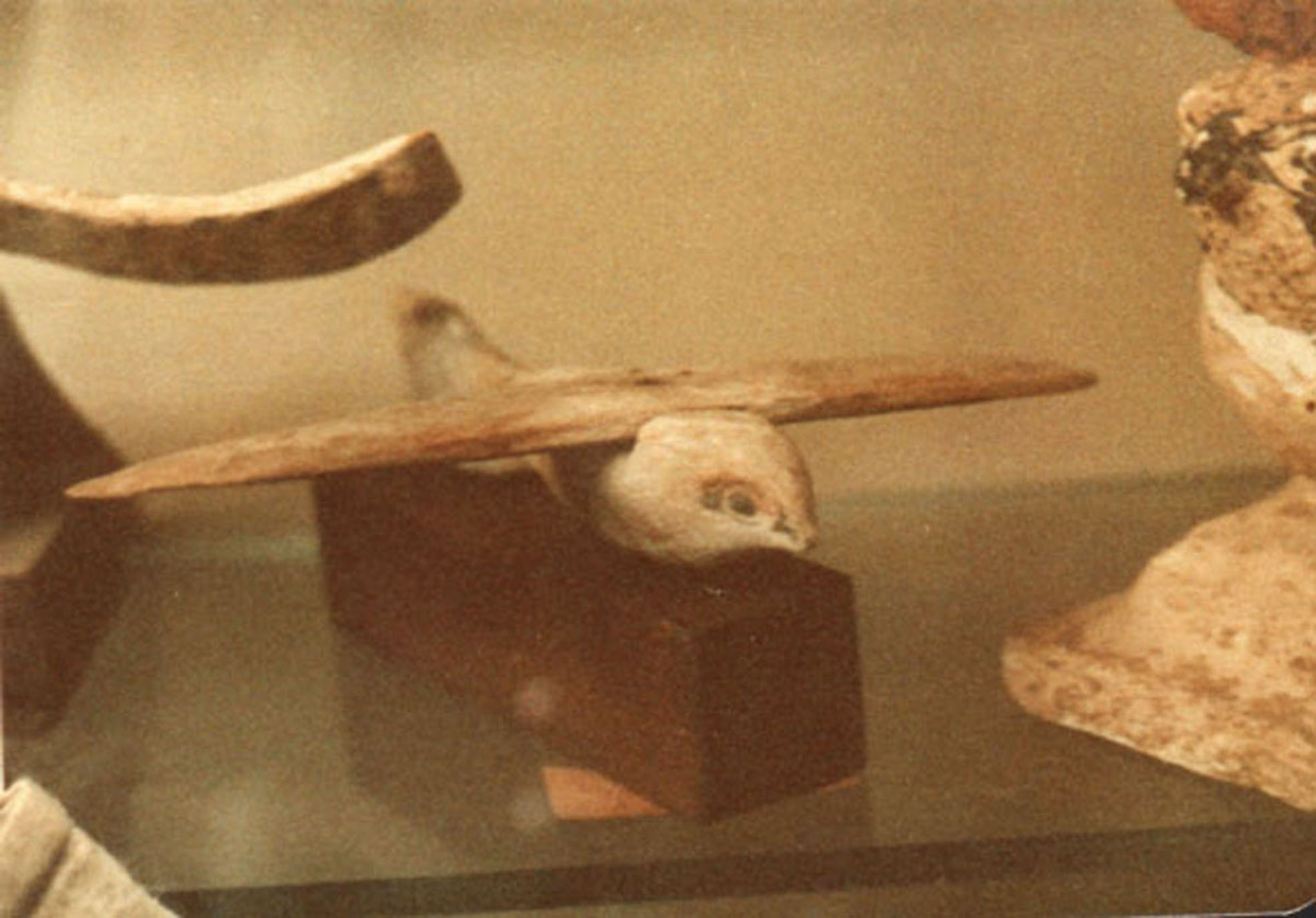
Vedere din alt unghi a obiectului